# Isoperla pseudornata
Isoperla pseudornata is een steenvlieg uit de familie Perlodidae. De wetenschappelijke naam van de soort is voor het eerst geldig gepubliceerd in 1988 door Zhiltzova.